# کدنویسی ویدیویی همه‌کاره
کدگذاری ویدیویی همه‌کاره یا 
Versatile video coding (VVC) که با نام‌ H.266 نیز شناخته می‌شود، یک استاندارد فشرده‌سازی ویدیویی است که در ۶ ژوئیه ۲۰۲۰ توسط Joint Video Experts نهایی شد. تیم (JVET), یک تیم متخصص ویدیویی مشترک از گروه کاری VCEG گروه مطالعاتی ITU-T 16 و گروه کاری MPEG ISO/IEC JTC 1/SC 29. این جانشین کدگذاری ویدیویی با کارایی بالا که با نام H.265 نیز شناخته می‌شود است. با دو هدف اصلی توسعه داده شد بهبود عملکرد فشرده سازی و پشتیبانی برای طیف بسیار گسترده‌ای از برنامه‌ها.